# Brampton Battalion
Brampton Battalion – juniorski klub hokeja na lodzie z siedzibą w Brampton.
Od 2013 kontynuatorem klubu jest North Bay Battalion.

## Osiągnięcia
- Emms Trophy: 2003, 2006, 2008, 2009
- Bobby Orr Trophy: 2009